# 矢立
矢立（やたて）
1. 武士が矢を入れて携帯する装備。箙も参照。
2. 筆と墨壺を組み合わせた携帯用の筆記用具一式。（後述）

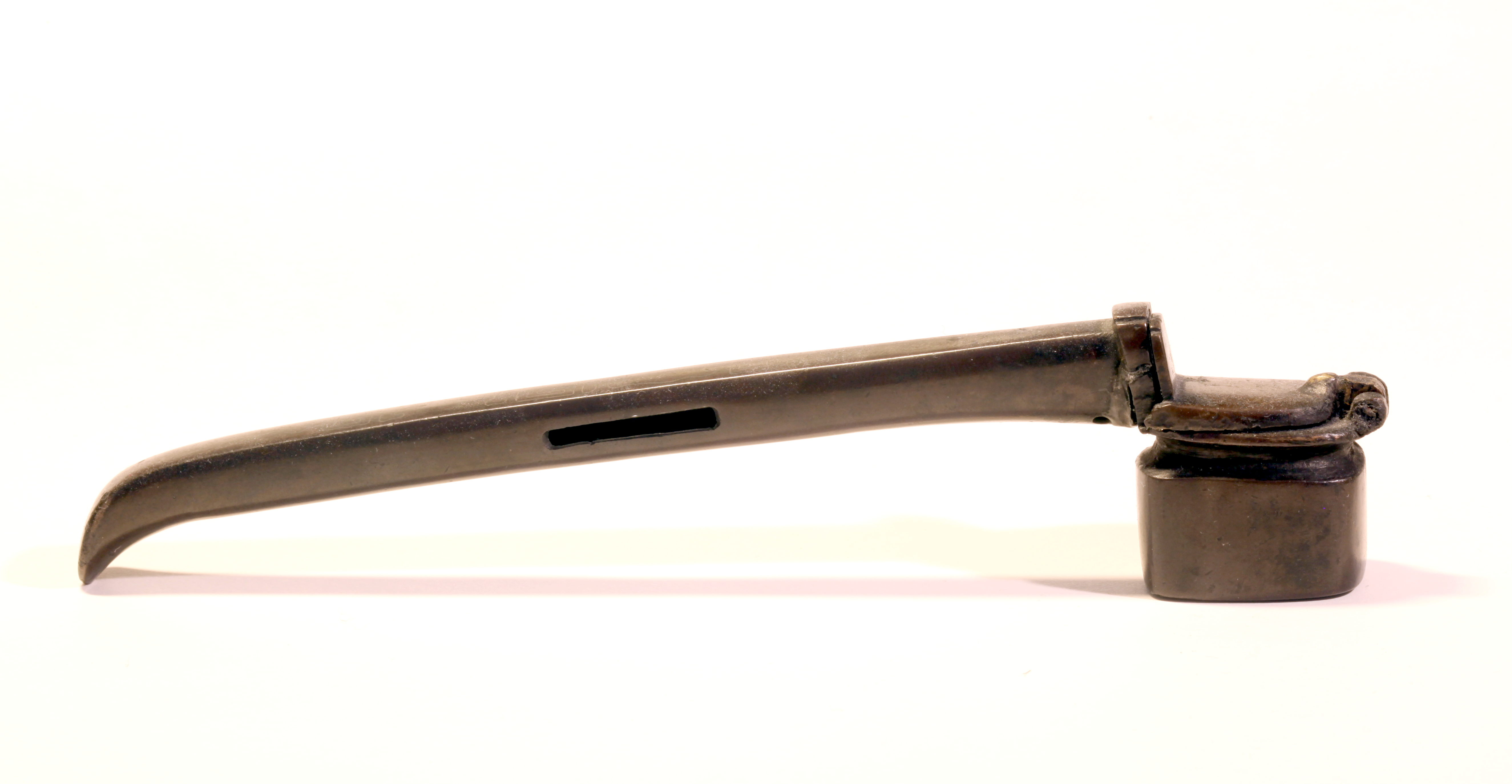
矢立（柄杓型）

矢立（やたて）とは、筆と墨壺を組み合わせた携帯用筆記用具。材質は金属・陶・竹・木などがある。
鎌倉時代に戦場で筆記する状況に備えて小型の硯と筆を箙（矢立）の中に入れて携帯し、この硯を「矢立の硯」と呼んだことから携帯式筆記用具一式を矢立と呼ぶようになった。
形状は角材状の本体に墨壺と筆の収納部を設け、その上にスライド式に開閉する蓋を取り付けた檜扇型と、墨壺に筆を収納する筒を取り付けた柄杓型、墨壺と筒を紐で繋いだ印籠型に大別される。柄杓型は一見喫煙パイプのような形をしている。頑丈で握り具合も良く、携行していても怪しまれないため、筆筒に針や刃を仕込んだ物は護身用の隠し武器としても重宝された。
松尾芭蕉の『おくのほそ道』には　矢立初めの句として
「行く春や鳥啼魚の目は泪」
これを矢立の初めとして、行く道なほ進まず
人々は途中に立ち並びて、後影のみゆるまではと、見送るなるべし
と記されている。
毛筆による筆記が限定的になった現在の日本ではほとんど使われない。一方、内閣の閣議決定は閣僚の花押による署名を必要とするため、持ち回り閣議では閣僚の署名を集めるために現在も矢立が使われている。